# ریتو پرل
ریتو پرل (انگلیسی: Reto Perl; ۲۳ نوامبر ۱۹۲۳ – ۲۷ فوریهٔ ۱۹۸۷) ورزشکار هاکی روی یخ اهل سوئیس بود.
وی در مسابقات کشوری و بین‌المللی در مجموع برندهٔ ۱ مدال برنز شده‌است.